# Димо Алексиев
Димо Александров Алексиев е български актьор.

## Биография
Роден е на 29 юли 1983 г. в София. Завършва 125-о СОУ „Боян Пенев“ с профил Френски език. Завършва НАТФИЗ „Кръстьо Сарафов“ през 2006 г. със специалност актьорско майсторство за драматичен театър в класа на доц. Веселин Ранков с наградата „НАЙ-НАЙ-НАЙ“.

### Актьорска кариера
От 2006 до 2009 г. е на щат в Драматичен театър „Стоян Бъчваров“. През 2009 г. Алексиев печели награда „Аскеер“ в категория „Изгряваща звезда“ за постановката „Калигула“, където играе главния герой под режисурата на Явор Гърдев.
От 2010 г. е в трупата на Народен театър „Иван Вазов“, където играе Ньойд в „Госпожица Юлия“ с реж. Лилия Абаджиева, Валвер и Граф Дьо Гиш в „Сирано дьо Бержерак“ с реж. Теди Москов, Чарлз в „Убийството на Гонзаго“ с реж. Недялко Йорданов, Пощенския началник в „Ревизор“ с реж. Мариус Куркински и други.
През 2019 г. участва в риалити предаването „Маскираният певец“ в образа на Рицарят.
От 2020 г. е водещ на риалити предаването „Игри на волята“ с Ралица Паскалева.
През февруари 2023 г. участва в риалити предаването „Като две капки вода“ с Ралица Паскалева.

## Кариера в дублажа
Димо Алексиев озвучава предавания за AXN през 2008 г.
През 2022 г. озвучава Аквамен в българския дублаж на компютърната анимация „DC Лигата на супер-любимците“.

## Шофиране след употреба на алкохол
На 12 ноември 2024 г. в около 00:20 ч., Димо Алексиев управлява пиян лек автомобил марка „Субару” по бул. „Никола Мушанов“ в София. Спират го пътни полицаи, които след тест с дрегер установяват концентрация на алкохол в кръвта му 1.49 промила. Взимат му кръвна проба и го арестуват. Алексиев е задържан за срок до 72 часа с постановление на наблюдаващ прокурор, а автомобилът е конфискуван. 
2 години по-рано, през 2022 г., районният съд одобрява споразумение с  Алексиев за същото престъпление. Тогава той е бил заловен да шофира с 1.69 промила и е получил три месеца условно с три години изпитателен срок. Случаят е рецидив, тъй като към момента на залавянето през 2024 г. Алексиев е все още в изпитателен срок. Образувано е досъдебно производство по чл. 343б, ал.2, вр. ал.1 от НК, за което се предвижда наказание „лишаване от свобода“ за срок от 1 до 5 години.

## Други дейности
Освен автор на режисьорски есета, Димо Алексиев е и режисьор на независимата постановка „Буря“ на Александър Островски, където е и актьор. Освен като актьор, в някои от филмите участва и като каскадьор. Има умения по акробатика, фехтовка и езда.

## Филмография
- „Кошмарен град 2035“ (2007) - Ръсел
- „Бяла стая“ (2007)
- „Ваканцията на Лили“ (2007), 6 серии – Друг пътник
- „Дзифт“ (2008) – Войникът
- „Магна Аура – изгубеният град“ (2008)
- „Път до морето“ (2010)
- „Още нещо за любовта“ (2010) – приятел на Дикран
- „Лора от сутрин до вечер“ (2011) – Тихомир Тихов, заместник-министър на икономиката
- „Седем часа разлика“ (2011–2014) – Миро
- „Непобедимите 2“ (2012) - Войник
- „Плюя на гроба ти 2“ (2013)
- „Секс, лъжи и ТВ: 8 дни в седмицата“ (2013) – Саймън
- „Живи легенди“ (2014)
- „На границата“ (2014) – офицера
- „Оцеляване“ (Survivor) (2015) – келнер
- „Хан Тутракан“ (2016)
- „Откраднат живот“ (2016-2019) – доктор Калин Генадиев[6]
- „Секс академия - мъже“ (2017) – Мистър Д
- „Летърфейс“ (2017) – Драйтън
- „Румбата, аз и Роналдо“ (2018) – Иван Каменов
- „Ягодова луна“ (тв сериал, 2020) – Боян Генчев[7]
- „Дани. Легенда. Бог.“ (2020) – Дани
- „Блок (филм) (2023)
- „Есента на демона“ (2024) - Димитър Харитонов [8].
- „Предложение в Париж“ (2023) (A Paris Proposal) - САЩ, Канада, България – Анри

## Дублаж

### Войсоувър
- „Невероятната надпревара“, 2008

### Нахсинхрон
- „DC Лигата на супер-любимците“ – Аквамен, 2022[9][10]